# The Office – A XXX Parody
The Office – A XXX Parody ist eine US-amerikanische Porno-Parodie auf die amerikanische NBC-Fernsehserie ‚The Office‘, bekannt in Deutschland in Form von Stromberg, des Regisseurs Lee Roy Myers aus dem Jahr 2009. Der Film hat, wie auch zuvor die Parodie Not The Bradys XXX, für große Aufmerksamkeit und Berichterstattung in den Medien gesorgt.

## Handlung
Der Film spielt in den Büros von „Dinder Muffin“ im San Fernando Valley und beginnt mit einer Szene zwischen Sam und Jimmy. Später wird eine Lesbenszene mit Jen und Michelle gezeigt, als Jen, die Vorgesetzte von Michelle, vorbeischaut. In der nächsten Szene sind Dwayne und Codi Carmichael in einem Pausenraum zu sehen. In der folgenden Szene beruft Michelle ein Staff Meeting ein um sexuelle Belästigung zu diskutieren und sie bringt die Stripperin Candy mit, um ein Beispiel zu zeigen. Nachdem Candy einem Mitarbeiter einen Lap Dance gegeben hat, springt Faye Reagan auf und beschließt Candy zu zeigen, wie dies richtig gemacht wird. In der nächsten Szene sind Dahlia Denyle und Rocco Reed und Ralph Long in einem Dreier zu sehen. Schließlich spielt eine Szene in Michelles Büro. Mark Wood ist verärgert, dass er nicht gefragt wurde an dem Treffen über sexuelle Belästigung teilzunehmen und so übernimmt Michelle zusammen mit Alexis Texas die Aufgabe, dass er sich wieder besser fühlt.

## Wissenswertes
- Das Filmstudio hat eigens eine offizielle Website (theofficexxx.com) zur Vermarktung des Films errichtet. Diese Website enthält neben dem Trailer und Fotos zum Film auch Informationen zu den einzelnen Charakteren und einen Pressespiegel. Der Film wurde sowohl auf DVD als auch auf Blu-ray Disc veröffentlicht.

## Auszeichnungen
- 2009: NightMoves Award - Best Parody/Comedy Release (Fan´s Choice)
- 2010: XBIZ Award - Peoples Choice „Porn Parody of the Year“

## Fortsetzung
- Im Jahr 2010 wurde The Office 2 – A XXX Parody veröffentlicht. Unter anderen mit folgenden Darstellern: Gianna Michaels, Ashlynn Brooke, Jenny Hendrix, Faye Reagan, Sadie West, Nika Noire, Randy Spears, Mr. Marcus.